# Musger Mg IV
Die Musger Mg IV Pechvogel war ein Mitte der 1930er Jahre entstandenes österreichischen Segelflugzeug.

## Entwicklung
Kurz nachdem der Rumpf seines Seglers Mg II bei einer Bruchlandung zerstört worden war, plante Erwin Musger bereits seinen nächsten Flugzeugentwurf für den Segelflugverein „Kölbling“ in Herzogenburg, zu dessen Flugleiter und Geländekommandant er nach seiner Entlassung bei der Firma J. M. Voith ernannt worden war. Für den Bau nutzte er die noch intakten Tragflächen und das Leitwerk als Ausgangspunkt für das Segelflugzeug Mg IV. Der Rumpf glich dem des Vorgängers, lediglich die zuvor offene Kabine wurde nun durch eine Haube geschlossen. Das Flugzeug erhielt den Namen Pechvogel und führte am 23. Juli seinen Erstflug durch. Die Konstruktion erwies sich als gelungen und bereits einen Tag später konnte Musger auf ihr als 23. Segelflieger in Österreich die C-Prüfung ablegen. In den Jahren 1935 und 1936 wurden mit dem Pechvogel vom Hohen Kölbling und der Theyerner Höhe aus weitere bemerkenswerte Leistungen erflogen, darunter mehrere 5-Stunden-Flüge. Musger konstruierte 1935 eigens für die Mg IV einen der ersten österreichischen Transportwagen. Zusammen mit dem Prototyp der Mg 9 wurde sie im Jahr 1940 durch einen Brand zerstört.

## Konstruktion
Die Mg IV ist wie ihre beiden Vorgänger Mg I und Mg II als freitragender Schulterdecker in Holzbauweise mit ovalem Rumpfquerschnitt und Sperrholzbeplankung ausgelegt. Die geschlossene Führerkabine ist vor der Flügelvorderkante in den Rumpf integriert. Die leicht geknickten Tragflächen besitzen einen sich nach außen verjüngenden Grundriss. Die Querrudern verlaufen vom Flächenende bis etwa zur Flügelmitte. Das konventionelle Leitwerk ist ebenfalls freitragend konstruiert und besteht aus dem Seitenleitwerk mit steil ansteigender Flosse geringer Fläche und ausladendem Seitenruder mit Hornausgleich. Als Fahrwerk sind eine gefederte Landekufe sowie ein kleiner Hecksporn angebracht.

## Technische Daten
| Kenngröße       | Daten   |
| --------------- | ------- |
| Besatzung       | 1       |
| Spannweite      | 17,25 m |
| Länge           | 7,10 m  |
| Höhe            | 2,00 m  |
| Flügelfläche    | 15,8 m² |
| Flügelstreckung | 18,8    |
| Leermasse       | 168 kg  |
| max. Startmasse | 248 kg  |
| Geschwindigkeit | 65 km/h |
| Gleitzahl       | 25      |